# Celina (Texas)
Pour les articles homonymes, voir Celina.
La ville de Celina (en anglais [sɪˈlaɪnə]) est située dans les comtés de Collin et Denton, dans l’État du Texas, aux États-Unis. Sa population s’élevait à 6 028 habitants lors du recensement de 2010, estimée à 8 006 habitants en 2016.

## Source
- (en) Cet article est partiellement ou en totalité issu de l’article de Wikipédia en anglais intitulé « Celina, Texas » (voir la liste des auteurs).